# 35419 Beckysmethurst
35419 Beckysmethurst è un asteroide della fascia principale. Scoperto nel 1998, presenta un'orbita caratterizzata da un semiasse maggiore pari a 2,4588903 au e da un'eccentricità di 0,0677634, inclinata di 6,16582° rispetto all'eclittica.